# Chacta (langue)
Pour les articles homonymes, voir Choctaw (homonymie).
Le chacta, ou choctaw (en anglais choctaw), est la langue des Chactas. Cette langue muskogéenne est parlée aux États-Unis, dans le sud-Est de l'Oklahoma et dans le Mississippi par environ 10 000 personnes. Elle est proche du chicacha.
Avant le déplacement forcé des Chactas vers l'Oklahoma, dans les années 1830, la langue était parlée dans le Sud-Est des États-Unis.
Pendant la Première Guerre mondiale, l'armée américaine utilise des Chactas pour ses communications cryptées, ils sont plus rapides que les machines à coder. La méthode est reprise durant la Seconde Guerre mondiale contre les Japonais.

## Variétés
Les déplacements de population et la dispersion des Chactas ont créé des dialectes, dont le nombre est mal connu. Cependant, en 1987, Pamela Munro identifie trois variétés de chacta :
- Le chacta de l'Oklahoma, parlé par la Nation chacta (en) ;
- Le chacta du Mississippi, parlé à Philadelphia, dans l’État du Mississippi, dans la réserve chacta ;
- Le chacta mississippien de l'Oklahoma, parlé par un groupe vivant en Oklahoma, avec les Chicachas.

D'autres Chactas résident ailleurs. Ainsi un groupe existe près d'Elton, en Louisiane, lieu de la réserve Koasati.

## Écriture
Un premier alphabet est conçu au XIXe par les missionnaires Cyrus Byington et Alfred Wright, dans le but de traduire des ouvrages religieux dont notamment plusieurs livres de la Bible. Leur orthographe ne note pas la longueur des voyelles  mais note
la distinction de tension entre les voyelles tendues et les voyelles relâchées ; cette distinction est pourtant allophonique.
La nasalisation est indiquée en mettant un trait sous la voyelle ‹ a̱, i̱, o̱, u̱ › ou en la suivant par une consonne nasale homorganique (en) ‹ m › ou ‹ n ›.
Cet orthographe ne distingue pas le digramme ‹ hl › (noté ‹ lh › devant une consonne), représentant une consonne et la séquence des consonnes ‹ h › et ‹ l ›.
Les deux digrammes ‹ au › et ‹ ai › représentent des diphtongues.
| Lettres  | a         | b   | ch   | e    | f   | h   | hl  | i         | k   | l   | m   | n   | o         | p   | s   | sh  | t   | u   | ʋ   | w   | y   |
| Phonèmes | /a/, /aː/ | /b/ | /tʃ/ | /iː/ | /f/ | /h/ | /ɬ/ | /i/, /iː/ | /k/ | /l/ | /m/ | /n/ | /o/, /oː/ | /p/ | /s/ | /ʃ/ | /t/ | /o/ | /a/ | /w/ | /j/ |

Dans l’édition du dictionnaire chacta de Cyrus Byington publié en 1915 par Swanton et Halbert, cet alphabet est légèrement modifié, remplaçant ‹ ʋ › par ‹ ạ › et le digramme ‹ hl › (ainsi que la séquence de consonnes ‹ h › et  ‹ l ›) par ‹ ł ›, et notant la nasalisation à l’aide d’un n supérieur ‹ ⁿ › après la voyelle nasale.
Cet orthographe a depuis été modifié en plusieurs variantes, notamment :
- L'orthographe Mississippi Choctaw de la Mississippi Band of Choctaw Indians des années 1970 ou celui de la Choctaw Bible Translation Committee[9].
- Sa variante modernisée, utilisée par nombre de linguistes. Elle utilise systématiquement le digramme ‹ lh › au lieu de ‹ hl › et uniquement les trois voyelles phonémiques ‹ a, i, o ›, avec un trait souscrit lorsque nasalisées ‹ a̱, i̱, o̱ › et double lorsque longues ‹ aa, ii, oo ›. De plus, le coup de glotte est noté avec l’apostrophe et l’accent tonique est noté avec l’accent aigu sur la voyelle[10] : ‹ á, áa, á̱, í, íi, í̱, ó, óo, ó̱ ›.

| Lettres  | a   | b   | ch   | f   | h   | i   | k   | l   | lh  | m   | n   | o   | p   | s   | sh  | t   | w   | y   |
| Phonèmes | /a/ | /b/ | /tʃ/ | /f/ | /h/ | /i/ | /k/ | /l/ | /ɬ/ | /m/ | /n/ | /o/ | /p/ | /s/ | /ʃ/ | /t/ | /w/ | /j/ |

## Phonologie
Les phonèmes du chacta sont les suivants :

### Consonnes
|              |              | Labiale | Alvéolaire | Palatale | Vélaire | Glottale |
| ------------ | ------------ | ------- | ---------- | -------- | ------- | -------- |
| Occlusive    | Non-voisée   | p       | t          |          | k       | ʔ        |
| Occlusive    | Voisée       | b       |            |          |         |          |
| Affriquée    | Affriquée    |         |            | tʃ       |         |          |
| Fricative    | centrale     | f       | s          | ʃ        |         | h        |
| Fricative    | latérale     |         | ɬ          |          |         |          |
| Nasale       | Nasale       | m       | n          |          |         |          |
| Latérale     | Latérale     |         | l          |          |         |          |
| Semi-voyelle | Semi-voyelle | w       |            | j        |         |          |

- Allophones :

La plupart des consonnes, en dehors des glottales, ont un allophone géminé, réalisé comme une consonne longue :
- ãˈtʃokːa - ma maison
- isːi - cerf
- hiɫːah - il danse, dansa
- pibanːah - il nous regarde
- bitʃolːi - plier
- hoyːa - goûter

### Voyelles
Le choctaw a trois voyelles qui ont trois qualités : courtes, longues et nasales.
|           | Antérieure | Antérieure | Antérieure | Centrale | Centrale | Centrale | Postérieure | Postérieure | Postérieure |
| --------- | ---------- | ---------- | ---------- | -------- | -------- | -------- | ----------- | ----------- | ----------- |
| Fermée    | i          | iː         | ĩ          |          |          |          |             |             |             |
| Mi-fermée |            |            |            |          |          |          | o           | oː          | õ           |
| Ouverte   |            |            |            | a        | aː       | ã        |             |             |             |

## Anecdote
La locution chacta « okeh » (signifiant « ainsi soit-il ») pourrait être à l'origine de l'interjection américaine « OK » : « Okeh » alias « Oke » est attesté dès 1825 dans les travaux des missionnaires Cyrus Byington et Alfred Wright. Ces missionnaires ponctuaient de nombreuses phrases de leur traduction de la Bible en langue chacta avec la locution « okeh ». « Okeh » est d'ailleurs donné comme une variante orthographique de « okay » dans le dictionnaire Webster's de 1913.